# Saalfeld/Saale
Saalfeld/Saale – miasto powiatowe w Niemczech w kraju związkowym Turyngia, siedziba administracyjna powiatu Saalfeld-Rudolstadt. Leży nad lewym brzegiem Soławy, u podnóża Lasu Turyńskiego, ok. 50 kilometrów na południe od Weimaru i ok. 130 km na południowy zachód od Lipska. 31 grudnia 2018 miasto liczyło 29,5 tys. mieszkańców.

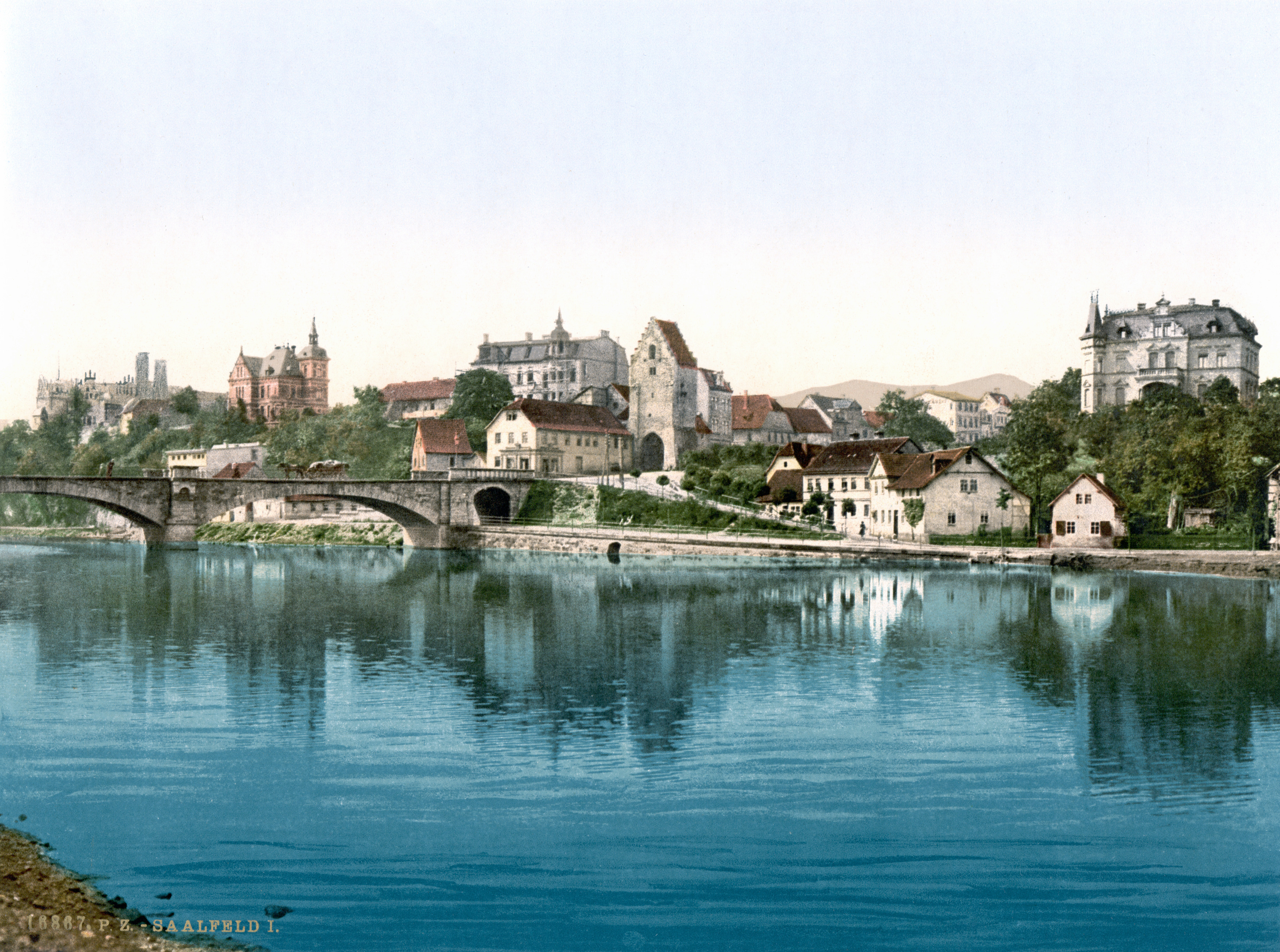
Saalfeld ok. 1900

Do 30 listopada 2011 miasto pełniło funkcję „gminy realizującej” (niem. erfüllende Gemeinde) dla gminy wiejskiej Arnsgereuth, która dzień później została przyłączona do miasta i stała się jego dzielnicą. 6 lipca 2018 do miasta przyłączono gminy Kamsdorf oraz Wittgendorf, które stały się jego dzielnicami. 1 stycznia 2019 natomiast do miasta przyłączono gminy Reichmannsdorf oraz Schmiedefeld.

## Historia

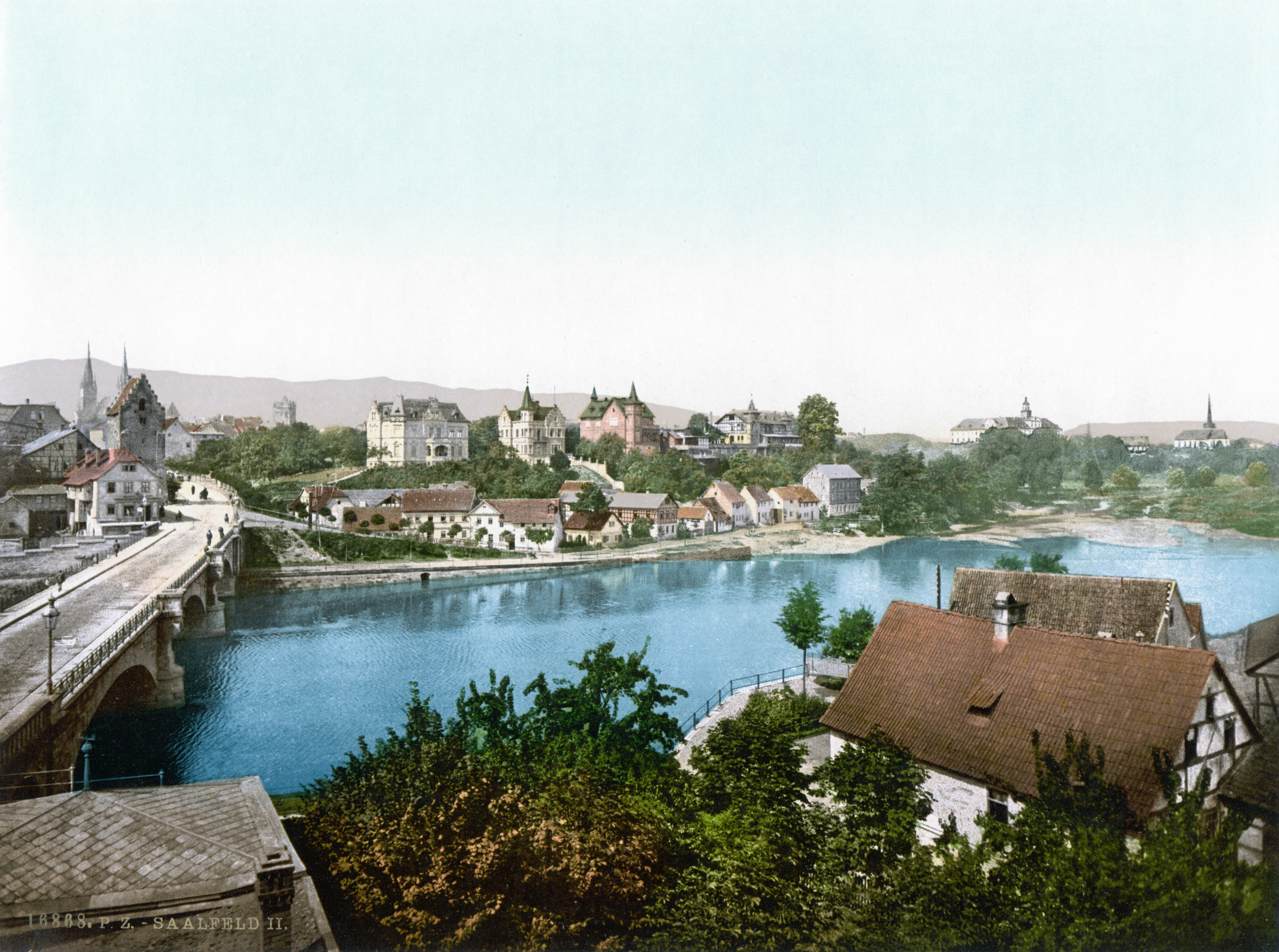
Saalfeld ok. 1900

Jest jednym z najstarszych miast Turyngii, wzmiankowane jest już w 899 r. Arcybiskup Anno II z Kolonii zakłada tu w roku 1071 (lub 1074) opactwo braci benedyktynów dla wschodniej Turyngii. O klasztorze tym wspomina historyk Lampert von Hersfeld, który przebywał w klasztorze jako gość przez kilka dni. Jako czwarte miasto w Turyngii w roku 1180 otrzymuje prawa miejskie. W 1363 r. zostało otoczone murami, a w roku 1389 stanął tu pierwszy ratusz.
Od roku 1572 miasto należy do księstwa Saksonia-Weimar, od 1603 do Saksonii-Altenburg, a od 1673 do Saksonii-Gotha. W latach 1680–1735 miasto było rezydencją zarządcy księstwa Saksonia-Saalfeld i tym samym było stolicą księstwa, a po roku 1826 stało się częścią księstwa Saksonia-Meiningen. 10 października 1806 r. w bitwie pod Saalfeld wojska Napoleona dowodzone przez Jeana Lannesa zwyciężyły z pruskim przeciwnikiem.

## Demografia

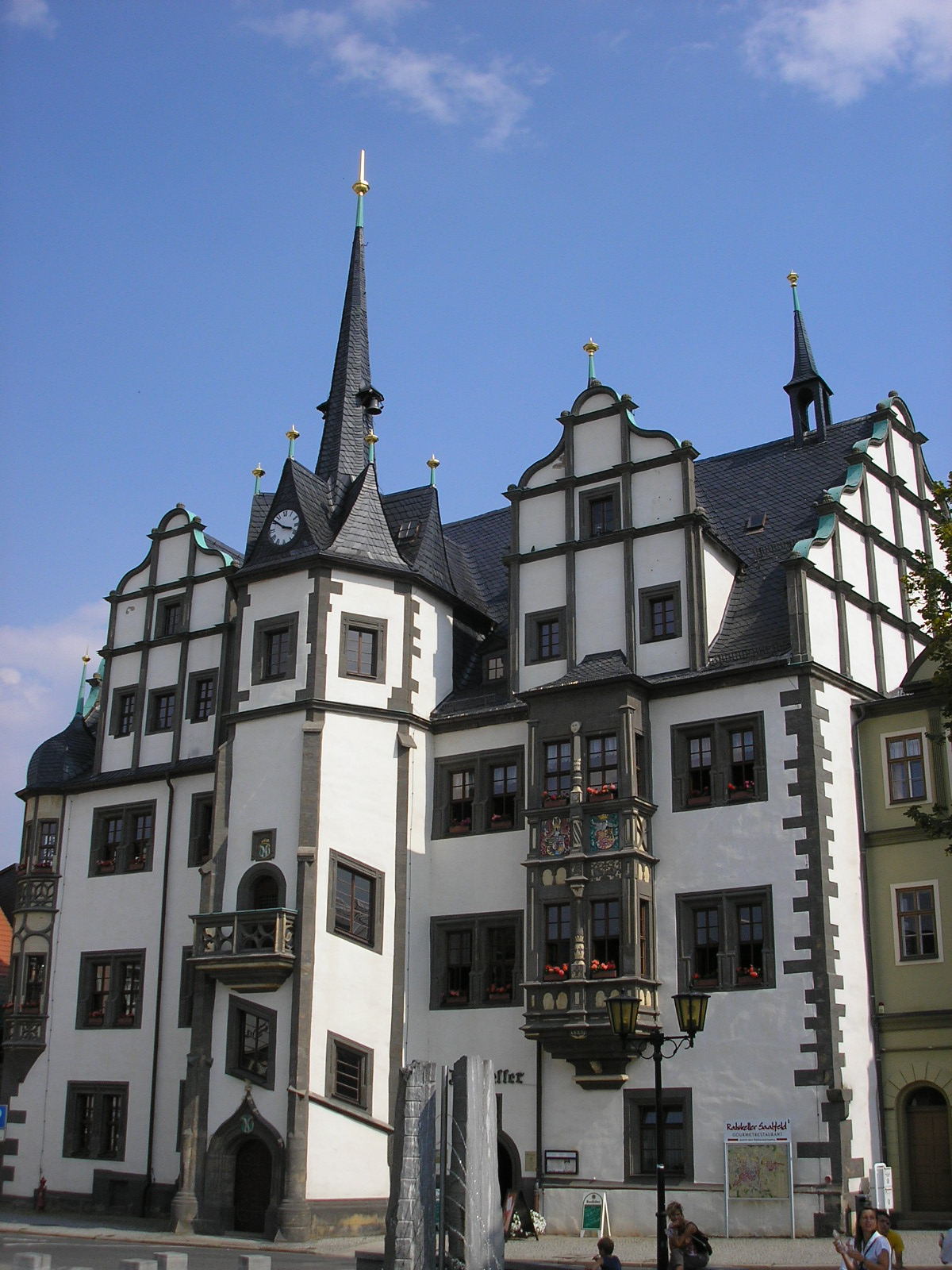
Ratusz

| Rok             | 1833  | 1890  | 1905   | 1910   | 1925   | 1933   | 1939   | 1946   | 1950   | 1960   | 1970   | 1981   | 1984   | 1985   |
| --------------- | ----- | ----- | ------ | ------ | ------ | ------ | ------ | ------ | ------ | ------ | ------ | ------ | ------ | ------ |
| Liczba ludności | 4.604 | 9.801 | 13.242 | 14.347 | 17.960 | 19.148 | 22.903 | 26.387 | 27.673 | 26.876 | 33.643 | 34.256 | 33.586 | 33.614 |

| Rok             | 1994   | 1995   | 1996   | 1997   | 1998   | 1999   | 2000   | 2001   | 2002   | 2003   | 2005   |
| --------------- | ------ | ------ | ------ | ------ | ------ | ------ | ------ | ------ | ------ | ------ | ------ |
| Liczba ludności | 32.349 | 31.922 | 31.983 | 31.489 | 30.299 | 29.868 | 29.511 | 29.060 | 28.759 | 28.393 | 27.918 |

## Transport
W mieście znajduje się stacja kolejowa Saalfeld.

## Kultura
Z Saalfeld pochodzi zespół muzyczny Heaven Shall Burn.

## Sport
W Saalfeld działają kluby sportowe:
- FC Lokomotive Saalfeld – piłka nożna mężczyzn
- Vfl '06 Saalfeld – piłka nożna mężczyzn
- SV Wacker '91 – piłka nożna mężczyzn

## Urodzeni w Saalfeld/Saale
- Susann Müller – niemiecka piłkarka ręczna

## Miejscowości partnerskie
- Kulmbach, Bawaria
- Samaipata, Boliwia
- Sokolov, Czechy
- Stains, Francja
- Zalewo, Polska